# Obsojen na svobodo
Obsojen na svobodo je slovenska TV drama iz leta 1994.
Glavni junak je kot domnevni sodelavec gestapa v povojnih političnih procesih obsojen na smrt. V časopisih in na radiu objavijo, da je bila kazen izvršena z ustrelitvijo, vendar tega v resnici ne storijo, ker naj bi udbovcu razkril sistem dela gestapovske mreže. Obtoženec udbovcu zagotavlja, da si je samoobtožbe izmislil, da bi se izognil nesmiselnemu telesnemu mučenju. Priznal je, da so ga večkrat povabili k sodelovanju z NKVD, vendar jih je zavrnil. Pove, da se je v življenjskih preizkušnjah odrekal karieri in izpostavljal svoje življenje za partijo in njene cilje. S svojo življenjsko zgodbo osvoji udbovca, ki o tem govori z načelnikom. Na ponovnem sojenju prejšnjo sodbo ovržejo, ker razen obtoženčevih priznanj pod prisilo ni pravnega dokaza. Ker je obtoženec že ustreljen, obsodijo udbovca - preiskovalca.

## Kritike
Vesna Marinčič (Delo) je omenila, da je Žarko Petan dachauske procese obravnaval že v svoji gledališki igri, ki jo je leta 1988 postavil na oder MGL in v kateri sta bila junaka obsojenec (Evgen Car) in sodnik (Tone Kuntner), za razliko filma, kjer sta glavna lika obsojenec in obsojenec. Všeč ji je bilo, da snemalec in režiser nista imela prevelikih ambicij, ki se rade sprevržejo v potvorjeno poetiko in da torej ni bilo dramatiziranja, patetike in politiziranja, s čimer je drama primerna tudi za tiste, ki teh sodnih procesov ne poznajo. Pohvalila je odlično zadržanost in neteatraličnost Vlada Novaka in Aleša Valiča. Arhivski posnetki in ilustrativne črnobele podobe so po njenem primerno spremljali igro in dialoge, ideja o krožni vožnji, ki naj bi gledalcu približala Aleša Valiča, pa se ji je zdela ponesrečena. Spraševala se je, če so tudi drugega obsojenca po smrti hodili spraševat, kaj se je v resnici dogajalo.

## Zasedba
- Vlado Novak: obtoženec
- Aleš Valič: preiskovalec
- Bine Matoh: načelnik
- Dare Valič
- Maja Sever
- Roman Končar
- Tanja Ribič
- Evgen Car
- Zoran More
- Daniel Šmon

## Ekipa
- snemalec: Sven Pepeonik